# Roy Medvedev
Roy Medvédev (14 de noviembre de 1925) es un historiador ruso, que ha escrito varias obras sobre la Unión Soviética.

## Biografía
Nacido en Tiflis en 1925, su padre fue víctima de la Gran Purga de Stalin. Descrito como un «marxista disidente» y un «historiador independiente», fue expulsado del Partido Comunista de la Unión Soviética hacia 1968 o 1969. Es hermano gemelo del bioquímico y genetista Zhorés Medvédev.
Es autor de obras como Let History Judge. The Origins and Consequences of Stalinism (Knopf, 1971), una obra muy crítica con la figura de Stalin; Kniga O Sotsialisticheskoi Demokratii (Grasset and Fasquelle, 1972); Khrushchev: The Years in Power (Oxford University Press, 1977), una biografía de Nikita Jrushchov escrita junto a su hermano Zhorés; Problems in the Literary Biography of Mikhail Sholokhov (Cambridge University Press, 1977), sobre el político y escritor Mijaíl Shólojov; Leninism and Western Socialism (Verso, 1981) o All Stalin's Men (Anchor Press, 1984); entre otras.